# Groß Disnack
Groß Disnack település Németországban, Schleswig-Holstein tartományban. Lakosainak száma 85 fő (2023. december 31.).

## Népesség
A település népességének változása:
| Lakosok száma | 79   | 84   | 86   | 83   | 78   | 85   |
|               | 1975 | 2017 | 2019 | 2021 | 2022 | 2023 |